# Grand Prix automobile d'Italie 1932
Le Grand Prix d'Italie 1932 est un Grand Prix comptant pour le Championnat d'Europe des pilotes, qui s'est tenu pendant cinq heures sur le circuit de Monza le 5 juin 1932.

## Grille de départ
| 1re ligne | Pos. 3               | Pos. 2           | Pos. 1                 |
| --------- | -------------------- | ---------------- | ---------------------- |
|           | Castelbarco Maserati | Lehoux Bugatti   | Borzacchini Alfa Romeo |
| 2e ligne  | Pos. 6               | Pos. 5           | Pos. 4                 |
|           | Fagioli Maserati     | Chiron Bugatti   | Nuvolari Alfa Romeo    |
| 3e ligne  | Pos. 9               | Pos. 8           | Pos. 7                 |
|           | Premoli Maserati     | Varzi Bugatti    | Campari Alfa Romeo     |
| 4e ligne  | Pos. 12              | Pos. 11          | Pos. 10                |
|           | Ghersi Alfa Romeo    | Dreyfus Bugatti  | Caracciola Alfa Romeo  |
| 5e ligne  | Pos. 15              | Pos. 14          | Pos. 13                |
|           | Gazzabini Alfa Romeo | Siena Alfa Romeo | Divo Bugatti           |
| 6e ligne  | Pos. 18              | Pos. 17          | Pos. 16                |
|           |                      |                  | Ruggeri Maserati       |

## Classement de la course
| Pos. | no | Pilote                                                 | Écurie                 | Châssis           | Tours | Distance/Abandon | Grille | Points |
| ---- | -- | ------------------------------------------------------ | ---------------------- | ----------------- | ----- | ---------------- | ------ | ------ |
| 1    | 8  | Tazio Nuvolari                                         | SA Alfa Romeo          | Alfa Romeo Tipo B | 83    | 837,608 km       | 4      | 1      |
| 2    | 12 | Luigi Fagioli                                          | Officine A. Maserati   | Maserati Tipo V5  | 82    | + 1 tour         | 6      | 2      |
| 3    | 2  | Baconin Borzacchini Attilio Marinoni Rudolf Caracciola | SA Alfa Romeo          | Alfa Romeo Monza  | 82    | + 1 tour         | 1      | 3 n/a  |
| 4    | 14 | Giuseppe Campari                                       | SA Alfa Romeo          | Alfa Romeo Tipo B | 82    | + 1 tour         | 7      | 4      |
| 5    | 22 | René Dreyfus                                           | Privé                  | Bugatti T51       | 82    | + 1 tour         | 11     | 5      |
| 6    | 32 | Albert Divo Guy Bouriat                                | Automobiles E. Bugatti | Bugatti T51       | 81    | + 2 tours        | 13     | 6 n/a  |
| 7    | 24 | Pietro Ghersi Antonio Brivio                           | Scuderia Ferrari       | Alfa Romeo Monza  | 79    | + 3 tours        | 12     | 6 n/a  |
| 8    | 40 | Amedeo Ruggeri                                         | Officine A. Maserati   | Maserati 26M      | 75    | + 8 tours        | 16     | 6      |
| 9    | 28 | Eugenio Siena Antonio Brivio                           | Scuderia Ferrari       | Alfa Romeo Monza  | 65    | + 18 tours       | 14     | 6 n/a  |
| 10   | 18 | Luigi Premoli                                          | Privé                  | Maserati 26M      | 58    | + 25 tours       | 9      | 6      |
| Abd. | 20 | Rudolf Caracciola                                      | SA Alfa Romeo          | Alfa Romeo Monza  | 57    | Magnéto          | 10     | 6      |
| Abd. | 10 | Louis Chiron Achille Varzi                             | Automobiles E. Bugatti | Bugatti T54       | 39    | Surchauffe       | 5      | 6 n/a  |
| Abd. | 16 | Achille Varzi                                          | Automobiles E. Bugatti | Bugatti T54       | 26    | Transmission     | 8      | 6      |
| Abd. | 4  | Marcel Lehoux                                          | Privé                  | Bugatti T51       | 20    | Suspension       | 2      | 6      |
| Abd. | 24 | Luigi Castelbarco                                      | Privé                  | Maserati 26M      | 19    | Accident         | 3      | 6      |
| Np.  | 24 | Carlo Gazzabini                                        | Privé                  | Alfa Romeo Monza  |       |                  | 15     | 7      |

- Légende : Abd.=Abandon ; Np.=Non partant

## Pole position et record du tour
- Pole position :  Baconin Borzacchini (Alfa Romeo) par tirage au sort.
- Meilleur tour en course :  Tazio Nuvolari (Alfa Romeo) en 3 min 22 s 6